# Guerre russo-suédoise de 1788-1790
Pour les articles homonymes, voir Guerre russo-suédoise.
Guerre russo-suédoise de 1788-1790
Batailles
Hogland (en) - Reval - Vyborg - Svensksund
La guerre russo-suédoise de 1788–1790, connue comme la guerre de Finlande en Suède, la guerre de Gustave III en Finlande et la guerre suédoise de Catherine II en Russie, opposa la Suède et la Russie Impériale de juin 1788 à août 1790.

## Causes de la guerre
Le conflit est initié par le roi Gustave III de Suède pour des raisons de politique intérieure, car il doit faire face à une forte opposition des nobles et du Riksdag et pense qu'en faisant entrer le pays en guerre même ses opposants devront le soutenir. Mais, bien que son coup d'État de 1772 lui ait donné d'importants pouvoirs, Gustave III ne peut pas déclencher une guerre de son propre chef.
Certaines puissances occidentales, comme la Grande-Bretagne, la Prusse et les Provinces-Unies, s'inquiètent de la série de victoires russes dans le cadre de la guerre russo-turque de 1787-1792 et font pression pour une guerre dans le nord qui divertirait l'attention de Catherine II de Russie du théâtre d'opérations du sud. C'est donc à leur instigation que Gustave III conclut une alliance avec l'Empire ottoman pendant l'été 1788.
À la même période, un tailleur de l'Opéra royal de Stockholm reçoit l'ordre de coudre des uniformes militaires russes qui vont être utilisés le 27 juin 1788 lors d'un échange de coups de feu à Puumala, un avant-poste suédois sur la frontière russo-suédoise. Cette fausse attaque, qui provoque un scandale à Stockholm, fournit une excuse à Gustave III pour déclarer la guerre à la Russie.

## Déroulement du conflit
Le plan initial des Suédois est d'organiser un assaut naval sur Saint-Pétersbourg. Pendant qu'une armée suédoise avance à travers la Finlande, une seconde armée, accompagnée par une flottille suédoise, avance le long de la côte du golfe de Finlande, et une troisième armée embarquée à bord de la flotte suédoise doit débarquer à Oranienbaum pour marcher sur Saint-Pétersbourg.
La flotte russe de la Baltique, commandée par Samuel Karlovitch Greig, rencontre la flotte suédoise le 17 juillet 1788 lors de la bataille de Hogland (en). La bataille est tactiquement indécise mais empêche le débarquement suédois. La nouvelle de cet échec stratégique augmente l'impopularité de la guerre en Suède et des officiers finnois se mutinent.
De son côté, le Danemark, pour respecter son traité d'alliance avec la Russie, déclare la guerre à la Suède. Une armée norvégienne envahit brièvement la Suède mais, après quelques escarmouches, la paix est signée le 9 juillet 1789 grâce à l'intervention diplomatique de la Grande-Bretagne et de la Prusse qui poussent le Danemark à déclarer sa neutralité dans le conflit russo-suédois.
Sur mer, les flottes russe et suédoise se rencontrent à nouveau au large de l'île d'Öland le 25 juillet 1789 mais le combat est à nouveau indécis, alors que les opérations terrestres en Finlande sont de peu d'envergure. De plus, l'armée de terre est gangrénée par les opposants de Gustave III qui y exercent une grande influence, ce qui force le roi à se reposer quasi-uniquement sur sa marine.

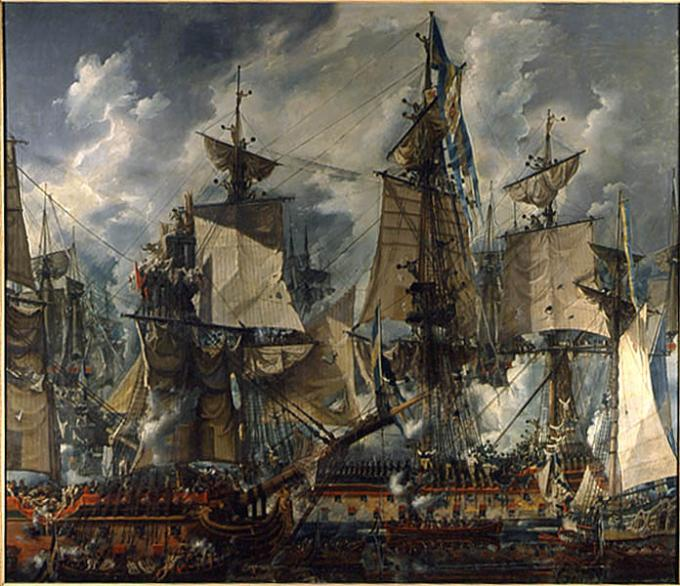
La bataille de Hogland.

En 1790, Gustave III prépare un nouveau plan de débarquement, cette fois-ci près de Vyborg, mais la flotte suédoise est battue par son homologue russe à la bataille de Reval le 13 mai et une autre attaque, au début du mois de juin, échoue elle aussi. La flotte suédoise se replie dans la baie de Vyborg où la flotte russe, maintenant dirigée par Vassili Iakovlevitch Tchitchagov, la bloque pendant un mois. Le 4 juillet, les Suédois forcent le blocus russe lors de la gigantesque bataille de la baie de Vyborg mais ils paient pour cela le prix fort, perdant 7 vaisseaux de ligne et 3 frégates contre seulement 2 navires pour les Russes.
Une partie de la flotte suédoise se retire à Sveaborg pour effectuer des réparations tandis que le reste prend une forte position défensive. Le 9 juillet, une impétueuse attaque russe tourne au désastre lors de la bataille de Svensksund, les Russes y perdant 7 400 hommes ainsi que plus de la moitié de leurs navires de ligne (et le tiers de leur flotte en tout). Cette grande victoire suédoise pousse la Russie à négocier la paix, que le grand chancelier Alexandre Andreïevitch Bezborodko signe le 14 août 1790 par le traité de Värälä où les deux pays se rendent leurs conquêtes et reviennent à leur situation d'avant la guerre.

## Conséquences

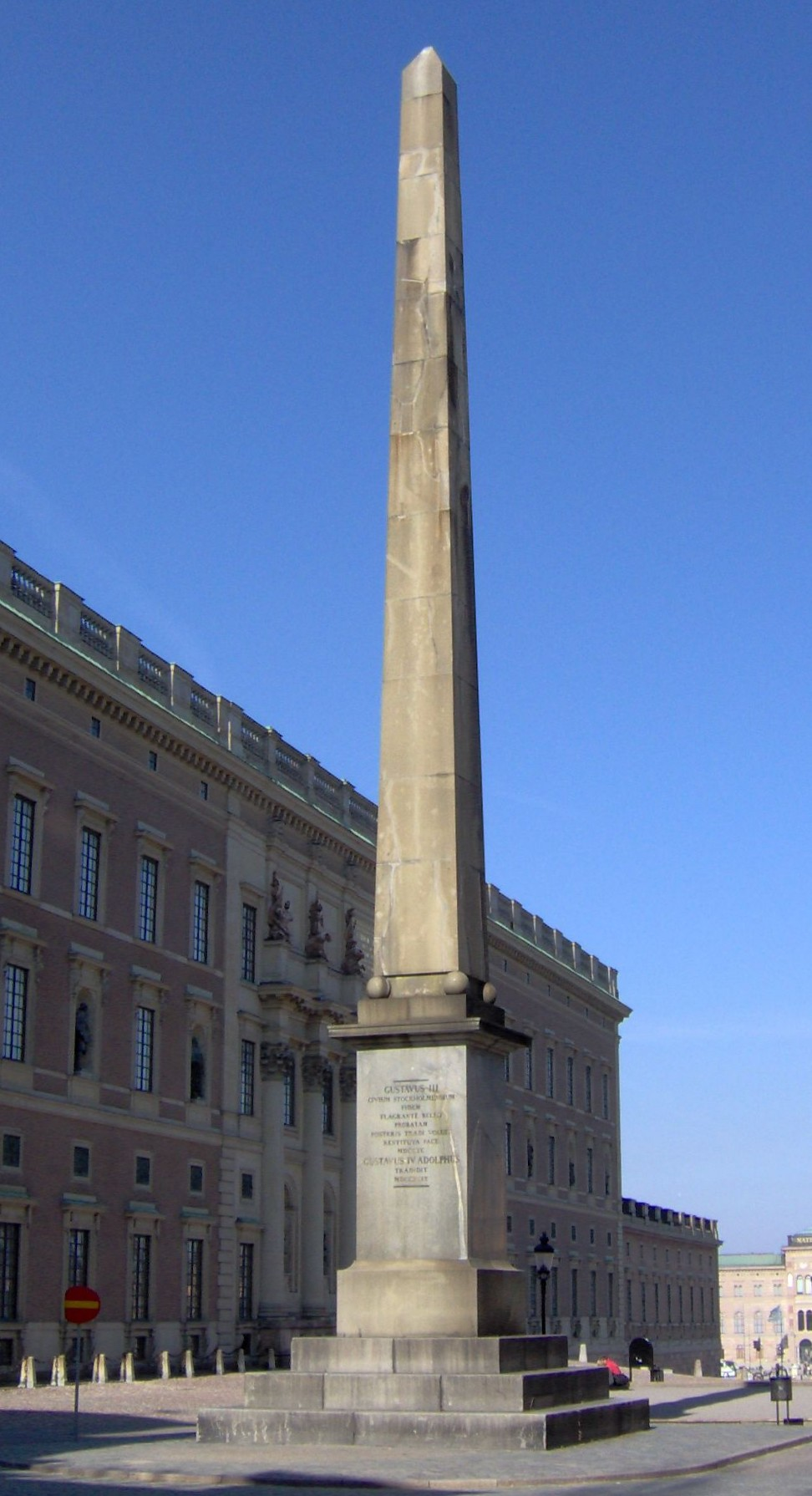
L'obélisque de Slottsbacken, à Stockholm, commémore la guerre russo-suédoise de 1788-1790.

La guerre russo-suédoise de 1788-1790 est, dans l'ensemble, quasiment insignifiante pour les souverains des deux pays. Catherine II la voit comme une distraction mineure car la plus grande partie de ses troupes terrestres est engagée dans la guerre contre l'Empire ottoman et elle est elle-même plus concernée par les révolutions se déroulant en Pologne et en France.
Pour Gustave III, elle est surtout un moyen de résoudre ses difficultés internes mais il n'y parvient que brièvement. Il est assassiné en 1792 par des aristocrates. Son fils et successeur, Gustave IV, est déposé par un coup d'État en 1809 à la suite de la guerre de Finlande, qui a provoqué la perte de ce pays en faveur de la Russie.

## Articles annexes
- Guerre russo-suédoise